# Okazaki Sindzsi
Okazaki Sindzsi (1986. április 16. –) japán labdarúgó.

## Pályafutása
Okazaki 2008. október 9-én debütált a japán labdarúgó-válogatottban az Egyesült Arab Emírségek ellen. Első gólját a Jemeni labdarúgó-válogatott ellen szerezte 2009. január 20-án, majd 2009 október 8-án megszerezte első mesterhármasát a hongkongi labdarúgó-válogatott ellen. Azóta meghatározó tagja a japán nemzeti csapatnak. A dél-afrikai világbajnokságon megszerezte a dánok ellen a mindent eldöntő gólt. A katari Ázsia Kupán 3 góllal és egy Dél-Korea ellen büntetőpárbajban értékesített büntetővel járult hozzá a japánok kupagyőzelméhez. Részese volt a 2015/16-os Leicesteri csodának, amikor a Leicester City megnyerte az angol élvonalt.

## Statisztikái
Frissítve: 2010 január 28
| Teljesítmény klubjában | Teljesítmény klubjában | Teljesítmény klubjában    | Bajnokság | Bajnokság | Kupa  | Kupa | Ligakupa                 | Ligakupa                 | Összesen | Összesen |
| Szezon                 | Klub                   | Bajnokság                 | Mérk.     | Gól       | Mérk. | Gól  | Mérk.                    | Gól                      | Mérk.    | Gól      |
| Japán                  | Japán                  | Japán                     | Bajnokság | Bajnokság | Kupa  | Kupa | Japán labdarúgó-ligakupa | Japán labdarúgó-ligakupa | Összesen | Összesen |
| ---------------------- | ---------------------- | ------------------------- | --------- | --------- | ----- | ---- | ------------------------ | ------------------------ | -------- | -------- |
| 2005                   | Simizu S-Pulse         | japán labdarúgó-bajnokság | 1         | 0         | 3     | 0    | 1                        | 0                        | 5        | 0        |
| 2006                   | Simizu S-Pulse         | japán labdarúgó-bajnokság | 7         | 0         | 3     | 0    | 2                        | 0                        | 12       | 0        |
| 2007                   | Simizu S-Pulse         | japán labdarúgó-bajnokság | 21        | 5         | 2     | 0    | 2                        | 0                        | 25       | 5        |
| 2008                   | Simizu S-Pulse         | japán labdarúgó-bajnokság | 27        | 10        | 2     | 1    | 5                        | 0                        | 34       | 11       |
| 2009                   | Simizu S-Pulse         | japán labdarúgó-bajnokság | 34        | 14        | 3     | 2    | 4                        | 1                        | 41       | 17       |
| 2010                   | Simizu S-Pulse         | japán labdarúgó-bajnokság | 11        | 5         |       |      |                          |                          | 11       | 5        |
| Karrierje összesen     | Karrierje összesen     | Karrierje összesen        | 101       | 34        | 13    | 3    | 14                       | 1                        | 128      | 38       |

### Góljai a válogatottban
| #   | Dátum               | Helyszín                                                    | Ellenfél     | Gólja | Végeredmény | Kiírás                           |
| --- | ------------------- | ----------------------------------------------------------- | ------------ | ----- | ----------- | -------------------------------- |
| 1.  | 2009. január 20.    | KKWing Stadion, Kumamoto, Japán                             | Jemen        | 2-1   | Győzelem    | 2011-es Ázsia Kupa selejtező     |
| 2.  | 2009. február 4.    | National Stadion, Tokió, Japán                              | Finnország   | 5-1   | Győzelem    | Barátságos                       |
| 3.  | 2009. február 4.    | National Stadion, Tokió, Japán                              | Finnország   | 5-1   | Győzelem    | Barátságos                       |
| 4.  | 2009. május 27.     | Nagai Stadion, Oszaka, Japán                                | Chile        | 4-0   | Győzelem    | 2009-es Kirin Kupa               |
| 5.  | 2009. május 27.     | Nagai Stadion, Oszaka, Japán                                | Chile        | 4-0   | Győzelem    | 2009-es Kirin Kupa               |
| 6.  | 2009. május 31.     | National Stadion, Tokió, Japán                              | Belgium      | 4-0   | Győzelem    | 2009-es Kirin Kupa               |
| 7.  | 2009. június 6.     | Pakhtakor Stadion, Taskent, Üzbegisztán                     | Üzbegisztán  | 1-0   | Győzelem    | 2010-es vb selejtező             |
| 8.  | 2009. szeptember 9. | Stadion Galgenwaard, Utrecht, Hollandia                     | Ghána        | 4-3   | Győzelem    | Barátságos                       |
| 9.  | 2009. október 8.    | Outsourcing Stadion, Sizuoka, Japán                         | Hongkong     | 6-0   | Győzelem    | 2011-es Ázsia Kupa selejtező     |
| 10. | 2009. október 8.    | Outsourcing Stadion, Sizuoka, Japán                         | Hongkong     | 6-0   | Győzelem    | 2011-es Ázsia Kupa selejtező     |
| 11. | 2009. október 8.    | Outsourcing Stadion, Sizuoka, Japán                         | Hongkong     | 6-0   | Győzelem    | 2011-es Ázsia Kupa selejtező     |
| 12. | 2009. október 14.   | Mijagi Stadion, Rifu, Japán                                 | Togo         | 5-0   | Győzelem    | Barátságos                       |
| 13. | 2009. október 14.   | Mijagi Stadion, Rifu, Japán                                 | Togo         | 5-0   | Győzelem    | Barátságos                       |
| 14. | 2009. október 14.   | Mijagi Stadion, Rifu, Japán                                 | Togo         | 5-0   | Győzelem    | Barátságos                       |
| 15. | 2009. november 18.  | Hong Kong Stadium, Hongkong                                 | Hongkong     | 4-0   | Győzelem    | 2011 AFC Asian Cup qualification |
| 16. | 2010. március 3.    | Toyota Stadion, Tojota, Japán                               | Bahrein      | 2-0   | Győzelem    | 2011-es Ázsia Kupa selejtező     |
| 17. | 2010. június 24.    | Royal Bafokeng Stadion, Rustenburg, Dél-afrikai Köztársaság | Dánia        | 3-1   | Győzelem    | 2010-es labdarúgó-világbajnokság |
| 18. | 2011. január 11.    | Ahmed bin Ali Stadion, (Katar)                              | Szaúd-Arábia | 5-0   | Győzelem    | 2011 Ázsia Kupa                  |
| 19. | 2011. január 11.    | Ahmed bin Ali Stadion, (Katar)                              | Szaúd-Arábia | 5-0   | Győzelem    | 2011 Ázsia Kupa                  |
| 20. | 2011. január 11.    | Ahmed bin Ali Stadion, (Katar)                              | Szaúd-Arábia | 5-0   | Győzelem    | 2011 Ázsia Kupa                  |

## Sikerei, díjai
Leicester City FC
- angol bajnok: 2015-16